# سیارک ۱۳۰۲۸
سیارک ۱۳۰۲۸ (به انگلیسی: 13028 Klaustschira، نامگذاری:1989GQ6) سیزده هزار و بیست و هشتمین سیارک کشف شده‌است که در ۵ آوریل ۱۹۸۹ کشف شد.
قدر مطلق سیارک برابر ۱۳٫۰۰ است.